# Diecezja Nakhon Sawan
Diecezja Nakhon Sawan – rzymskokatolicka diecezja w Tajlandii. Powstała w 1967 jako diecezja Nakhon-Sawan. Pod obecną nazwą od 1969.

## Biskupi ordynariusze
- Michel-Auguste-Marie Langer, :  1967 - 1976
- Joseph Banchong Aribarg:  1976 -  1998
- Louis Chamniern Santisukniram: 1998 - 2005
- Kriengsak Kovithavanij:  2007 -  2009
- Joseph Pibul Visitnondachai: 2009 - 2024
- Paul Tawat Singsa (od 2024)